# Московкин, Владимир Михайлович
Влади́мир Миха́йлович Моско́вкин (р. 5 февраля 1952, Ялта) — постсоветский, украинский географ, экономист, науковед, педагог,публицист. Доктор географических наук, профессор.

## Биографические сведения
В 1969 окончил среднюю школу №6 в Ялте и заочную математическую школу при МГУ.
В 1975 окончил механико-математический факультет Казанского государственного университета.
В 1976 — инженер Крымского противооползневого управления (Ялта).
В 1977 — ст. лаборант отдела почвенно-климатических исследований Государственного Никитского ботанического сада.
С 1977 по 1978 - инженер отдела эрозии почв Украинского НИИ почвоведения и агрохимии (Харьков).
С 1978 по 1990 — м.н.с., с.н.c., заведующий Ялтинским отделом Всесоюзного НИИ по охране вод Госкомприроды СССР (Харьков).
С 1990 по 1992 — заведующий Ялтинским отделом Сочинского НИЦ управления рекреационных территорий и туризма АН СССР.
В 1984 — кандидат географических наук (диссертация на тему «Модели взаимодействия в геоморфологии склонов» защищена в МГУ, научный руководитель профессор Ю.Г. Симонов).
В 1998 — доктор географических наук (диссертация на тему «Динамика, устойчивость и управление морскими береговыми экогеосистемами», защищена в Харьковском государственном университете, научный консультант, профессор В.Е. Некос).
C 1997 преподаёт в Харьковском государственном университете (профессор, с 2006  по 2018 — по совместительству, в 2012 — и.о. зав. кафедры экологии и неоэкологии).
С 2006 преподаёт Белгородском государственном университете (до 2007 — заместитель проректора по научной работе, с 2007 — профессор кафедры мировой экономики, с 2013 — также директор, ведущий эксперт, заместитель директора Центра наукометрических исследований и развития университетской конкурентоспособности, с 2019 — директор Центра развития публикационной активности).
С 2023 независимый исследователь (Вимперк, Чехия; Харьков, Украина).
С 1976 по 1984 — член рабочей группы (позже Комиссии) "Системный анализ и математическое моделирование" Международного географического союза.
С 1980 по 1990 — внештатный референт ВИНИТИ (Москва).
С 2008 выступает с публицистическими статьями по общенаучным и науковедческим проблемам в газетах Поиск, Троицкий вариант, на порталах Роснаука и Частного корреспондента.
С 2008. внес значительный вклад в интеграцию постсоветских университетов в международное движение по открытому доступу к научному знанию (Белгородская декларация об открытом доступе к научному знанию и культурному наследию, создание сети репозитариев открытого доступа в университетах российско-украинского приграничья).
С 2017 является координатором Национальной контактной точки от OA2020Initiative (недоступная ссылка) (Max Plank Digital Library).

## Вклад в науку
В 80-е годы XX в. на фундаментальной математической основе (краевые задачи математической физики диффузионного типа) с учётом знания механизмов протекания геоморфологических процессов построил стройную систему диффузионных моделей развития рельефа.
В 90-е годы XX в. заложил теоретические основы динамики, устойчивости и управления морскими береговыми системами на основе качественной теории динамических систем.
В конце XX в. - начале XXI в. ввёл в практику исследований, на этапе их постановки, систематический информационно-наукометрический подход, заложил основы концепции математического моделирования конкурентно-кооперационных взаимодействий в социально-экономических системах, разработал бенчмаркинговый (матрично-аналитический) инструментарий при сравнительном изучении территориальных и инновационных систем, развил методологический инструментарий по повышению академической конкурентоспособности университетов и научных журналов.
В 1994 получил одно из первых математических описаний кривой Лаффера (https://www.researchgate.net/publication/352932074_Optimalnoe_nalogooblozenie_predpriatij_v_usloviah_rynocnoj_ekonomiki_V_MoskovkinBiznes_Inform_-_1994_-_No_15_-_S_17)
В 2000-е годы внес ключевой вклад в изучение раннего периода жизнедеятельности лауреата Нобелевской премии по экономике Семена Кузнеца.
В 2010 вошёл в библиографию по открытому доступу известного американского библиографа Charles W. Bailey, Jr.
В 2016 вошёл в число 22-х самых продуктивных исследователей по тематике открытого доступа, опубликовавших в период до 2014 года не менее пяти “скопусовских” статей (Miguel,S., Oliveira, E.F.T., Gracio,M.C.C).

## Основные труды

### Книги
- Математическое моделирование в геоморфологии склонов (1983) — совместно с А.М. Трофимовым.

### Статьи
Около 600 русскоязычных (из них большей частью под профилями Московкин, В. М. и Московкин, В. в ЭАОД DSpace БелГУ) и около 80 англоязычных (из них большей частью под профилем Moskovkin, V. M. в ЭАОД DSpace БелГУ) статей, в том числе публицистические :
| - Признаки признания. Научная политика. Есть много журналов - хороших и разных // Поиск. — 2008. — 12 января. - Познаётся в сравнении. России нужен свой рейтинг ведущих университетов // Поиск. — 2008. — 20 апреля. - Тайные вклады. Пора открыть доступ к научным публикациям // Поиск. — 2008. — 30 мая. - Пора поделиться секретами? Долго ли российским университетам стоять в стороне от процесса открытого доступа // Поиск. — 2008. — 10 сентября. - Ищем выход. Научный вклад не потеряется в Сети // Поиск. — 2009. — 26 марта. - От перемены мест... Что дает российский глобальный рейтинг отечественным вузам? // Поиск. — 2009. — 28 апреля. - До пересечения границы. Тщательное расследование позволило уточнить важные факты из биографии нобелевского лауреата Семена Кузнеца // Поиск. — 2010. — №1-2. 15 января. - Неизвестный Семен Кузнец. Переписка с родственниками и архивно-исторические изыскания // Дайджест Е. — Апрель 2010. — № 4 (129). - Коварные брызги. Не все фонтаны несут только прохладу и свежесть // Поиск. — 2011. — №17. - В слове — сила. Формализованный анализ книжных текстов приводит к неожиданным открытиям // Поиск. — 2012. — №21. - Методом приближения. Для усиления позиций российских научных журналов необходимо ориентироваться на мировой опыт // Поиск. — 2012. — №40. - Жидкие вместо твердых? Научные публикации переезжают в Сеть // Поиск. — 2012. — №44. - "Неконвертируемая" наука // Зеркало недели. — 2013. — № 1. - По местам! Как поднять российские университеты в мировых рейтингах // Поиск. — 2013. — №3-4. - Слабая «видимость» российской и украинской науки // Троицкий вариант. — 2013. — № 123. - Уйти от соблазна. Публикационная гонка вредит науке // Поиск. — 2015. — №1-2. - Как продвигать российские научные журналы в международные наукометрические базы // Роснаука. - 2015. - №149. - Научные социальные сети и уровень деградации знаний в современном обществе // Роснаука. - 2015. - №216. - Сколько стоят налогоплательщикам игры в библиометрию? // Роснаука. - 2015. - №275. - Как улучшить показатели рейтинга университета с помощью Интернета // Роснаука. - 2015. - №324. - Гибельная гонка. Что прячется за лозунгом “Publish or Perish”? // Поиск. — 2015. — №15. - Мировые тренды в высшем образовании: диснейфикация, глобальный пылесос талантов и искусственная среда обитания человека // Роснаука. - 2015. - №391. - Будет ли Россия участвовать в 5g-гонке? // Роснаука. - 2015. - №516. - Россия должна разработать собственный инструмент поиска научной информации // Роснаука. - 2015. - №603. - Должна ли Россия создать собственный инструмент поиска научной информации? // Роснаука. - 2015. - №629. - Наука под замком, или Проблема открытого доступа к научному знанию // Роснаука. - 2015. - №853. - Как не пропустить интересную статью в море «научного мусора» // Роснаука. - 2015. - №863. - Как оптимизировать мониторинг публикационной активности: мнение эксперта // Роснаука. - 2015. - №884. - Доверяя, проверяй. Как не сбиться с пути в публикационной гонке. // Поиск. — 2015. — №35. - Российские экономические рейтинги и ущербные публикационные практики // Роснаука. - 2015. - №1208. - Научные знания, ценности и этика // Роснаука. - 2015. - №1246. - «Липовая степень» или как бороться с черным рынком диссертаций // Роснаука. - 2016. - 5 февр. - Открытый доступ против черного рынка диссертаций // Роснаука. - 2016. - 24 февр. - Под лозунгом "публикуйся или погибнешь" // Роснаука. - 2016. - 3 марта. - Университетский рейтинг Webometrics: технические проблемы в России // Троицкий вариант. — 2016. — 1 ноября. — № 216. - Глобальный кризис в интеллектуальной сфере и локальные меры по выходу из него // Троицкий вариант. — 2016. — 6 декабря. — № 218 - Webometrics. Дело за университетами // Троицкий вариант. — 2017. — 11 апреля. — № 266 - Революционный шаг Евросоюза: Размещение в открытом доступе всех результатов научных исследований // Троицкий вариант. — 2017. — 18 июля. — № 233 - Этот безумный, абсурдный, бездарный научный мир // Частный Корреспондент. — 2017. — 4 ноября. - Доклад Римского клуба. Оргии самокритики // Частный Корреспондент. — 2018. — 19 июня. - Как нужно рассчитывать курс рубля к доллару и защищать им отечественных производителей // Частный Корреспондент. — 2018. — 7 октября - 10 Принципов Плана S Евросоюза: Ускорение перехода к полному и безотлагательному открытому доступу к научным публикациям // Троицкий вариант. — 2018. — 20 ноября. — № 267 - Будущее научных публикаций за открытым доступом? Сделать научное знание доступным всем (соавтор Елена Шерстюкова) // Троицкий вариант онлайн. — 2019. — 17 января. - Открытый доступ к научному знанию. Голландский опыт для России // Троицкий вариант онлайн. — 2019. — 29 января. - Взвесим шансы. По силам ли нам покорить глобальные университетские рейтинги? // Поиск. — 2019. — 8 февраля.. — №6. - Руководство по выполнению Плана S Евросоюза. Вызов для России // Троицкий вариант. — 2019. — 26 февраля. — № 273 - TOP‑100 против «5−100». Каковы шансы российских вузов через год войти в сотню лучших? // Троицкий вариант. — 2019. — 12 марта. — № 274 - Как движутся к открытому доступу Россия и передовые страны мира // Троицкий вариант. — 2019. — 4 июния. — № 280 - Ялта: романтичный курорт со своей историей. Как менялось местечко на южном берегу Крыма // Частный Корреспондент. — 2020. — 26 января. - Ялтинские заметки. Взгляд из Харькова и Ялты. Часть I // Частный Корреспондент. — 2020. — 16 февраля. - Ялтинские заметки. Взгляд из Харькова и Ялты. Часть II // Частный Корреспондент. — 2020. — 18 февраля. - Ялтинские заметки. Взгляд из Харькова и Ялты. Часть III // Частный Корреспондент. — 2020. — 24 февраля. - Ялтинские заметки. Взгляд из Харькова и Ялты. Часть IV // Частный Корреспондент. — 2020. — 25 февраля. - Ялтинские заметки. Взгляд из Харькова и Ялты. Часть V // Частный Корреспондент. — 2020. — 27 февраля. - Ялтинские заметки. Взгляд из Харькова и Ялты. Часть VI // Частный Корреспондент. — 2020. — 7 октября. - Ялтинские заметки. Взгляд из Харькова и Ялты. Часть VII // Частный Корреспондент. — 2021. — 7 января. |